# Flugplanung
Flugplanung wird im Luftverkehr mit zwei Bedeutungen verwendet: als Planung des Angebots einer Fluggesellschaft oder als Planung des Flugweges.
In der zweiten Bedeutung ist Flugplanung auch bei Mess- und Bildflügen für die Geodäsie und Photogrammetrie von Bedeutung.

## Planung des Angebots einer Fluggesellschaft
Auch die Erstellung eines Flugplans, des Streckenangebots einer Fluggesellschaft wird Flugplanung genannt. Dies bezieht sich im Allgemeinen auf die Planung operierender Flüge. In einer Rotationsplanung für die Flugzeuge einer Fluggesellschaft werden die Anforderungen von Netzplanung oder Streckenplanung und die flugzeugbezogenen Begrenzungen in Einklang gebracht.

## Planung des Flugweges
Flugplanung (auch Flugwegplanung) ist ein Teil der Flugvorbereitung einer Reise mit Luftfahrzeugen. Sie unterscheidet sich je nach Flugregel (Instrumentenflug oder Sichtflug) in wesentlichen Punkten. Beiden Arten ist gemein, dass sie folgende Phasen berücksichtigen:
- Start (Masseberechnungen, Triebwerksleistungen)
- Steigflug (Steigleistung, Steigzeit, Festlegung des Top of climb)
- Reiseflug (Geschwindigkeit, Navigation)
- Sinkflug (Festlegung des Top of descent, Sinkzeit)
- Landung (Masseberechnungen)
- Ausweichplanung

Die Flugplanung wird in mehrere Abschnitte (engl. legs) unterteilt. Diese ergeben sich durch die Punkte, die abgeflogen werden sollen. Bei Flügen nach Sichtflugregeln sind das neben TOC und TOD hauptsächlich gut sichtbare Landmarken oder Auffanglinien, bei Instrumentenflügen Navigationspunkte die eine Luftstraße markieren.
Für jeden Abschnitt werden folgende Parameter aufgeführt:
- Kartenkurs
- Entfernung
- Höhe
- Funknavigationshilfen
- Windvorhersage
- Steuerkurs
- Geschwindigkeit
- Zeit
- Treibstoffverbrauch

Am Ende einer Flugplanung steht die Treibstoffberechnung mit Sicherheitszuschlägen. Es muss mindestens folgender Treibstoff mitgeführt werden:
- Trip Fuel ‣‣ für die gesamte Reise
- Contingency Fuel ‣‣ für Mehrverbräuche (z. B. 5 % des Tripfuels)
- Alternate Fuel ‣‣  zum Ausweichflugplatz
- Final Reserve ‣‣  um noch etwas Spielraum zu haben (z. B. 30 Minuten Warteschleifen)
- Extra Fuel ‣‣  für vorhersehbare Verzögerungen (z. B. widriges Wetter)
- Taxi Fuel ‣‣  um vom Gate zur Startbahn und am Zielflugplatz von der Landebahn zum Gate zu rollen.

Bei Fluggesellschaften wurde die Flugplanung und Flugüberwachung früher von Flugdienstberatern durchgeführt. Diese erstellten sowohl den detaillierten sogenannten „Operational Flight Plan“ für die Cockpitcrew, als auch den „ATC Flightplan“ für die Flugsicherung. Heutzutage findet dies nur noch teilweise für Langstreckenflüge statt. Andere Flüge müssen die Piloten meist selbst mit Hilfe von Computerprogrammen vorbereiten.